# Moulins Communauté
La communauté d'agglomération Moulins Communauté est une structure intercommunale française, située dans les départements de l'Allier et de la Nièvre.

## Historique
Le schéma départemental de coopération intercommunale (SDCI) de l'Allier, dévoilé en octobre 2015, proposait la fusion de la communauté d'agglomération de Moulins avec les communautés de communes du Pays de Chevagnes en Sologne Bourbonnaise et du Pays de Lévis en Bocage Bourbonnais. Un amendement de la commission départementale de coopération intercommunale de la Nièvre a été voté pour étendre le périmètre initial aux communes de Dornes et de Saint-Parize-en-Viry, issues de la communauté de communes Sologne Bourbonnais-Nivernais. Ce schéma est confirmé en mars 2016.
La fusion de ces trois structures intercommunales est prononcée par l'arrêté préfectoral no 3185/2016 signé le 1er décembre 2016 par le préfet de la Nièvre et le 5 décembre 2016 par le préfet de l'Allier. Toutes les communes ont donné un avis favorable à cette fusion. La structure intercommunale prend le nom de « Moulins Communauté ».

## Territoire communautaire

### Géographie
La communauté d'agglomération Moulins Communauté est située au nord du département de l'Allier.

### Composition
La communauté d'agglomération est composée des 44 communes suivantes :

| Nom                     | Code Insee | Gentilé           | Superficie (km2) | Population (dernière pop. légale) | Densité (hab./km2) |
| ----------------------- | ---------- | ----------------- | ---------------- | --------------------------------- | ------------------ |
| Moulins (siège)         | 03190      | Moulinois         | 8,61             | 19 344 (2022)                     | 2 247              |
| Aubigny                 | 03009      | Aubinois          | 17,14            | 146 (2022)                        | 8,5                |
| Aurouër                 | 03011      | Aurouërois        | 27,06            | 411 (2022)                        | 15                 |
| Avermes                 | 03013      | Avermois          | 15,6             | 4 109 (2022)                      | 263                |
| Bagneux                 | 03015      | Bagnolais         | 24,87            | 339 (2022)                        | 14                 |
| Bessay-sur-Allier       | 03025      | Bessaytois        | 34,6             | 1 384 (2022)                      | 40                 |
| Besson                  | 03026      | Bessonnais        | 47,16            | 746 (2022)                        | 16                 |
| Bresnay                 | 03039      | Brénaissois       | 23,13            | 385 (2022)                        | 17                 |
| Bressolles              | 03040      | Bressollois       | 23,38            | 1 141 (2022)                      | 49                 |
| Chapeau                 | 03054      | Chapeautois       | 33,42            | 236 (2022)                        | 7,1                |
| La Chapelle-aux-Chasses | 03057      |                   | 25,96            | 197 (2022)                        | 7,6                |
| Château-sur-Allier      | 03064      | Castelmontbellois | 27,75            | 163 (2022)                        | 5,9                |
| Chemilly                | 03073      | Chemillyssois     | 16,94            | 588 (2022)                        | 35                 |
| Chevagnes               | 03074      | Chevagnois        | 49,78            | 635 (2022)                        | 13                 |
| Chézy                   | 03076      | Chezissois        | 36,53            | 214 (2022)                        | 5,9                |
| Coulandon               | 03085      | Coulandonnais     | 17,06            | 634 (2022)                        | 37                 |
| Couzon                  | 03090      | Couzonnais        | 19,85            | 321 (2022)                        | 16                 |
| Dornes                  | 58104      | Dornois           | 39,49            | 1 458 (2022)                      | 37                 |
| Gannay-sur-Loire        | 03119      | Gannaytois        | 32,29            | 394 (2022)                        | 12                 |
| Garnat-sur-Engièvre     | 03120      | Garnatois         | 18,74            | 672 (2022)                        | 36                 |
| Gennetines              | 03121      | Gennetinois       | 39,14            | 624 (2022)                        | 16                 |
| Gouise                  | 03124      | Gouisards         | 23,12            | 220 (2022)                        | 9,5                |
| Limoise                 | 03146      | Limoisiens        | 12,56            | 176 (2022)                        | 14                 |
| Lurcy-Lévis             | 03155      | Lurcyquois        | 71,42            | 1 852 (2022)                      | 26                 |
| Lusigny                 | 03156      | Lusignois         | 44,55            | 1 633 (2022)                      | 37                 |
| Marigny                 | 03162      | Martignaçais      | 17,24            | 200 (2022)                        | 12                 |
| Montbeugny              | 03180      | Montbeunois       | 32,65            | 645 (2022)                        | 20                 |
| Montilly                | 03184      | Montillyssois     | 22,09            | 496 (2022)                        | 22                 |
| Neuilly-le-Réal         | 03197      | Neuillyssois      | 46,97            | 1 440 (2022)                      | 31                 |
| Neure                   | 03198      | Neurois           | 11,97            | 201 (2022)                        | 17                 |
| Neuvy                   | 03200      | Neuvyssois        | 19,03            | 1 487 (2022)                      | 78                 |
| Paray-le-Frésil         | 03203      | Paraysiens        | 37,3             | 379 (2022)                        | 10                 |
| Pouzy-Mésangy           | 03210      | Pouzyquois        | 35,04            | 383 (2022)                        | 11                 |
| Saint-Ennemond          | 03229      |                   | 38,08            | 619 (2022)                        | 16                 |
| Saint-Léopardin-d'Augy  | 03241      | Augyssois         | 39,59            | 364 (2022)                        | 9,2                |
| Saint-Martin-des-Lais   | 03245      |                   | 18,25            | 125 (2022)                        | 6,8                |
| Saint-Parize-en-Viry    | 58259      | Saint-Parizois    | 15,51            | 139 (2022)                        | 9                  |
| Souvigny                | 03275      | Souvignyssois     | 44,35            | 1 717 (2022)                      | 39                 |
| Thiel-sur-Acolin        | 03283      | Thiélois          | 57,71            | 1 036 (2022)                      | 18                 |
| Toulon-sur-Allier       | 03286      | Toulonnais        | 38,69            | 1 171 (2022)                      | 30                 |
| Trévol                  | 03290      | Trévolois         | 40,84            | 1 639 (2022)                      | 40                 |
| Le Veurdre              | 03309      | Veurdrois         | 21,16            | 476 (2022)                        | 22                 |
| Villeneuve-sur-Allier   | 03316      | Villeneuvois      | 26,3             | 1 037 (2022)                      | 39                 |
| Yzeure                  | 03321      | Yzeuriens         | 43,24            | 12 670 (2022)                     | 293                |

### Démographie
| 1968   | 1975   | 1982   | 1990   | 1999   | 2009   | 2014   | 2020   |
| ------ | ------ | ------ | ------ | ------ | ------ | ------ | ------ |
| 67 114 | 68 978 | 69 207 | 68 205 | 65 665 | 65 203 | 65 473 | 64 474 |

## Administration

### Siège
La communauté d'agglomération siège à Moulins.

### Les élus
La communauté d'agglomération est gérée par un conseil communautaire composé de 79 conseillers représentant chacune des communes membres.
Leur répartition a été fixée par l'arrêté préfectoral no 2677/2019 du 30 octobre 2019 :
| Nombre de conseillers | Communes               |
| --------------------- | ---------------------- |
| 20                    | Moulins                |
| 13                    | Yzeure                 |
| 4                     | Avermes                |
| 2                     | Lurcy-Lévis            |
| 1 (+1 suppléant)      | les 40 autres communes |

### Présidence
Pendant la période transitoire s'étalant du 1er au 27 janvier 2017, le président de cet établissement public de coopération intercommunale est le doyen d'âge des présidents des trois intercommunalités fusionnées. Jean-Claude Chamignon, jusqu'alors président de la communauté de communes du Pays de Lévis en Bocage Bourbonnais, assure la présidence durant cette période transitoire.
Pierre-André Périssol, maire de Moulins, a été élu président de la communauté d'agglomération (il a été réélu le 15 juillet 2020). 
| Période                                  | Période                       | Identité              | Étiquette | Qualité                    |
| ---------------------------------------- | ----------------------------- | --------------------- | --------- | -------------------------- |
| Les données manquantes sont à compléter. |                               |                       |           |                            |
| 27 janvier 2017                          | En cours (au 15 juillet 2020) | Pierre-André Périssol | LR        | maire de Moulins (1995 → ) |

### Compétences
L'intercommunalité exerce des compétences qui lui sont déléguées par les communes membres.
Elle exerce les six compétences obligatoires suivantes :
- aménagement de l'espace communautaire : schémas de cohérence territoriale et de secteur ; documents d'urbanisme ;
- actions de développement économique, dont création, aménagement, entretien et gestion de zones d'activité industrielle, commerciale, tertiaire, artisanale, touristique, portuaire ou aéroportuaire ; politique locale du commerce et soutien aux activités commerciales d'intérêt communautaire ; promotion du tourisme ;
- équilibre social de l'habitat : programme local de l'habitat ; politique du logement d'intérêt communautaire ; actions par des opérations d'intérêt communautaire en faveur des personnes défavorisées ou encore amélioration du parc immobilier bâti d'intérêt communautaire ;
- politique de la ville : diagnostic de territoire et définition des orientations du contrat de ville ; dispositifs locaux de prévention de la délinquance, etc. ;
- aménagement, entretien et gestion des aires d'accueil pour les gens du voyage ;
- collecte et traitement des déchets ménagers et assimilés.

Les compétences optionnelles sont exercées sur le périmètre de l'ancienne communauté d'agglomération et des deux anciennes communautés de communes :
- assainissement (exercée par la communauté d'agglomération de Moulins et la communauté de communes Sologne Bourbonnais Nivernais dont font partie les deux communes intégrant l'agglomération) ;
- protection et mise en valeur de l'environnement et du cadre de vie (exercée par la communauté d'agglomération de Moulins et les communautés de communes du Pays de Lévis en Bocage Bourbonnais et Sologne Bourbonnais Nivernais) ;
- construction, entretien et fonctionnement d'équipements culturels et sportifs d'intérêt communautaire et d'équipements de l'enseignement pré-élémentaire et élémentaire d'intérêt communautaire (sur les trois structures intercommunales et les deux communes nivernaises) ;
- action sociale d'intérêt communautaire (exercée par la communauté d'agglomération de Moulins et la communauté de communes Sologne Bourbonnais Nivernais dont font partie les deux communes intégrant l'agglomération).

Les compétences facultatives, ou supplémentaires, sont exercées sur le périmètre de l'ancienne communauté d'agglomération et des deux anciennes communautés de communes.

### Régime fiscal et budget
La communauté d'agglomération applique la fiscalité professionnelle unique.

### Autres sources
1. ↑  La première en région Auvergne-Rhône-Alpes et la deuxième en région Bourgogne-Franche-Comté.
2. ↑  Direction des relations avec les collectivités territoriales, « Schéma départemental de coopération intercommunale de l'Allier » [PDF], Préfecture de l'Allier, 30 mars 2016 (consulté le 30 décembre 2016).
3. 1 2 3 4 5 6  « Arrêté 3185/2016 portant fusion de la CA de Moulins, de la CC du pays de Lévis en Bocage Bourbonnais et de la CC du pays de Chevagnes en Sologne Bourbonnaise, étendue aux communes de Dornes et Saint Parize en Viry situées dans le département de la Nièvre. » [PDF], Recueil des actes administratifs no 03-2016-050, Préfecture de l'Allier, 6 décembre 2016 (consulté le 30 décembre 2016), p. 9-22.
4. ↑  « Population en historique depuis 1968 - CA Moulins Communauté (200071140). », sur Insee, 27 juin 2023 (consulté le 19 novembre 2023)
5. ↑  « Extrait de l'arrêté inter préfectoral no 2677 / 2019 du 30 octobre 2019 constatant la composition du conseil communautaire de la Communauté d'Agglomération Moulins Communauté à l'issue du renouvellement général des conseils municipaux de 2020. » [PDF], Recueil des actes administratifs no 03-2019-107, sur allier.gouv.fr, Préfecture de l'Allier, 1er novembre 2019 (consulté le 27 décembre 2019), p. 38-41.
6. ↑  Maxence Bernaud, « Moulins Communauté : P.A. Périssol élu président de l'agglomération », La Semaine de l'Allier, 15 juillet 2020 (consulté le 16 juillet 2020).